# 姜宏光
姜宏光（1966年—），山東文登人，中国画家。

## 生平
出生于山东文登，1994年－1998年就读于北京中央美术学院。师从著名画家黄胄、王同仁、郭怡孮、张立辰等著名老师。从小临写范宽、黄公望、徐渭、陈淳、八大山人、石涛、吴昌硕等名家作品，深得诸家画风之精髓。2002年移民新西兰开始研究西方艺术；喜欢塞尚、毕加索、达比埃斯、勃洛克、蒙德里安、席勒、莫迪利亚尼、高更等名家。2004年进入奥克兰大学艺术系，2007毕业于奥克兰大学艺术系。
北京工艺美术出版社和人民美术出版社出版等多部个人画册，曾多次举办个人展览并参加国内外大展。其作品多次刊登在多种杂志及画刊。2004年，姜宏光任新西兰华人美术家协会副主席，2011年1月，授聘于广东省李铁夫美术馆名誉馆长。2008年至今任新西兰中国文化艺术交流协会主席,并在2014年任新西兰美术家协会主席。2015年被聘为山东省画院艺术顾问。中央电视台CCTV4《华人世界——姜宏光艺术人生》，北京卫视、旅游卫视、山东卫视、江门卫视、威海卫视、文登卫视、新西兰国家电视1台和CTV8，以及多家媒体专题系列报道。并由新西兰邮政总局和澳大利亚邮局发行动物和人物邮票系列。其作品被多所大学,美术馆和人民大会堂收藏。并将其创作的六幅大型油画作品捐助于“首都爱护动物协会”已壮大动物基金会，获得由中国中央电视台举办中国宋庆龄基金会2012年度 “公益贡献奖”。也是唯一新西兰华人获此荣誉。 为了家乡艺术发展，将2012年创作的油画,水墨和速写作品捐赠予山东省，文登市政府并成立了个人美术馆。

## 个展
- 2015年4月12日〈东方彩墨。山东籍书画名家作品学术邀请展〉。地点；中国美术馆，主办单位；中国山东省委宣传部。
- 2014年12月16日〈第二届世界华人美术书法展〉地点；中国炎黄艺术馆，主办单位，中国侨联。
- 2014年12月6日<故乡行,彩墨江山>.地点;威海市美术馆.主办单位;威海市委宣传部,威海市文化广电新闻出版局,威海市侨办。
- 2014年9月〈文化中国—华侨华人书画展〉地点；济南美术馆。主办单位；山东省侨办。
- 2014年8月28日<大美华夏,人道主义的呼唤>首届全国助残美术作品展.地点;(北京,中国美术馆首展,全国巡回展).中华人民共和国文化部,中国残疾人联合会主办.
- 2014年7月<传统与当代对话>.地点;红子兰艺术中心.北京红子兰艺术中心,新西兰太平洋文化艺术交流中心主办.[2]
- 2013年7月<生命与自然>,地点;红子兰艺术中心.北京红子兰艺术中心,新西兰太平洋文化艺术交流中心主办.
- 2011年8月 <大爱生命,游子情怀>，地点; 北京炎黄艺术馆. 北京市侨联, 新西兰太平洋文化艺术交流中心主办.[3]
- 2011年1月 <姜宏光油画展>, 地点; 江门李铁夫美术馆. 江门市文化广电新闻出版局, 江门市美术馆, 新西兰太平洋文化艺术交流中心主办.
- 2010年11月<情缘齐鲁. 意归自然>, 地点; 山东省美术馆. 山东省侨办, 山东省文化厅, 山东省美术馆,  新西兰太平洋文化艺术中心主办.
- 2008年4月 <自然的旋律>, 地点; 奥体中心. 新西兰太平洋文化艺术交流中心主办.
- 2007年5月<保护环境,关爱生灵>, 地点;奥大美术馆. 新西兰太平洋文化艺术交流中主办.
- 2004年2005年2006年新西兰画家联展.奥体中心. 新西兰太平洋文化艺术交流中心主办.

## 杂志登刊
- 2014年6月、7月、11月和12月，油画和彩墨分别刊登〈荣宝斋〉杂志，
- 2014年4月<鉴宝>姜宏光;当代艺术的形而上---姜宏光当代绘画艺术.
- 2014年3月, <鉴宝>姜宏光当代艺术;宏丰拂南洋,光芒耀艺术.
- 2013年11月<书画>姜宏光;质朴纯真意归自然.
- 2013.01<中国文艺>姜宏光:大爱生命,游子情怀.旅新 “绿色画家”作品欣赏.
- 2012`.47期<SHINE LUXURIES闪耀>姜宏光:七彩斑斓的艺术认生.
- 2012`.48期<SHINE LUXURIES闪耀>姜宏光:生命的质感.
- 2011.12 45期 <艺术指南> 姜宏光：十年磨一剑.
- 2011.12 228期 <收藏> 当代艺术-姜宏光油画.
- 2011.08 224期 <收藏> 大爱生命,游子情怀.
- 2011年<优品>当代艺术---姜宏光油.
- 2010.11 12期 <收藏投资> 情愿齐鲁意归自然.
- 财富和艺术 （2011）绿色画家姜宏光
- 2010.10 10期 <收藏投资> 绿色画家-姜宏光开启艺术环保之旅.
- 2007.07 312 期 <风格Metro> 姜宏光-艺术之家.

## 个人出版画册
- 2013美术家姜宏光彩墨作品集.
- 2012美术家-姜宏光油画作品集.
- 2011 当代艺术-姜宏光油画集.
- 2008姜宏光动物画速写艺术.[4]
- 2008姜宏光人物画速写艺术.[4]